# اندرياس دوب
اندرياس دوب (بالألمانية: Andreas Doub) (و. 1968 – م) هو مصور سينمائي من ألمانيا. ولد في ساربروكن.

## وصلات خارجية
- اندرياس دوب على موقع IMDb (الإنجليزية)
- اندرياس دوب على موقع ألو سيني (الفرنسية)
- اندرياس دوب على موقع قاعدة بيانات الفيلم (الإنجليزية)
- اندرياس دوب على موقع كينوبويسك (الروسية)